# Lijst van watervallen
Dit artikel geeft een overzicht van watervallen.

## Afrika

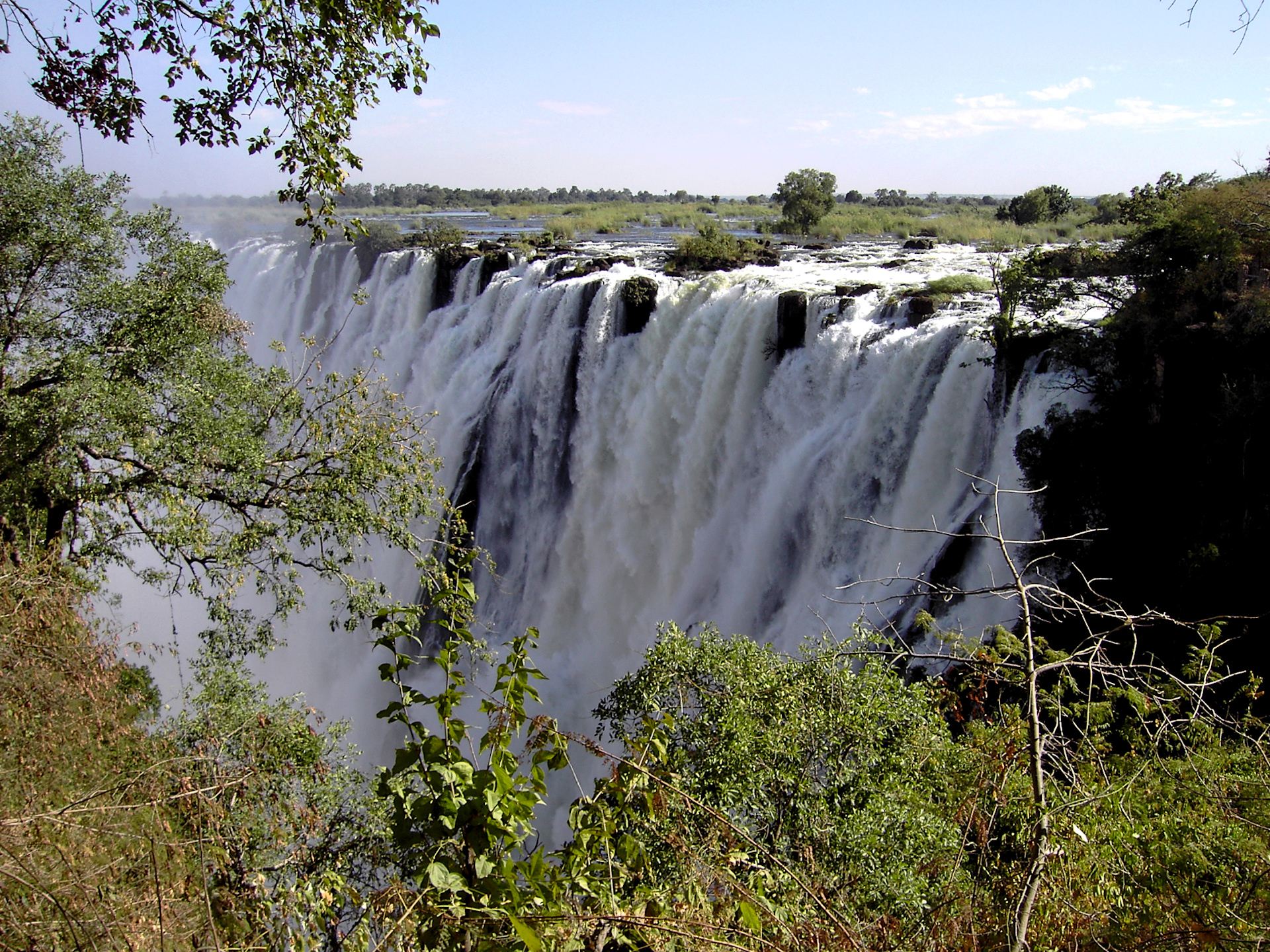
Victoriawatervallen

- Democratische Republiek Congo
  - Boyomawatervallen
  - Livingstonewatervallen
  - Watervallen van Inga
- Marokko
  - Ouzoud
  - Ourik
  - Akchour
- Oeganda
  - Sipiwaterval
- Tussen Zambia en Zimbabwe
  - Victoriawatervallen
- Zimbabwe
  - Mutaraziwaterval
- Zuid-Afrika
  - Tugelawaterval

## Azië
- China
  - Huangguoshuwaterval
  - Hukouwaterval
  - Detian
- India
  - Gersoppawaterval
- Japan
  - Kegonwaterval
- Laos
  - Khonewaterval
  - Kuang Si Waterval
- Sri Lanka

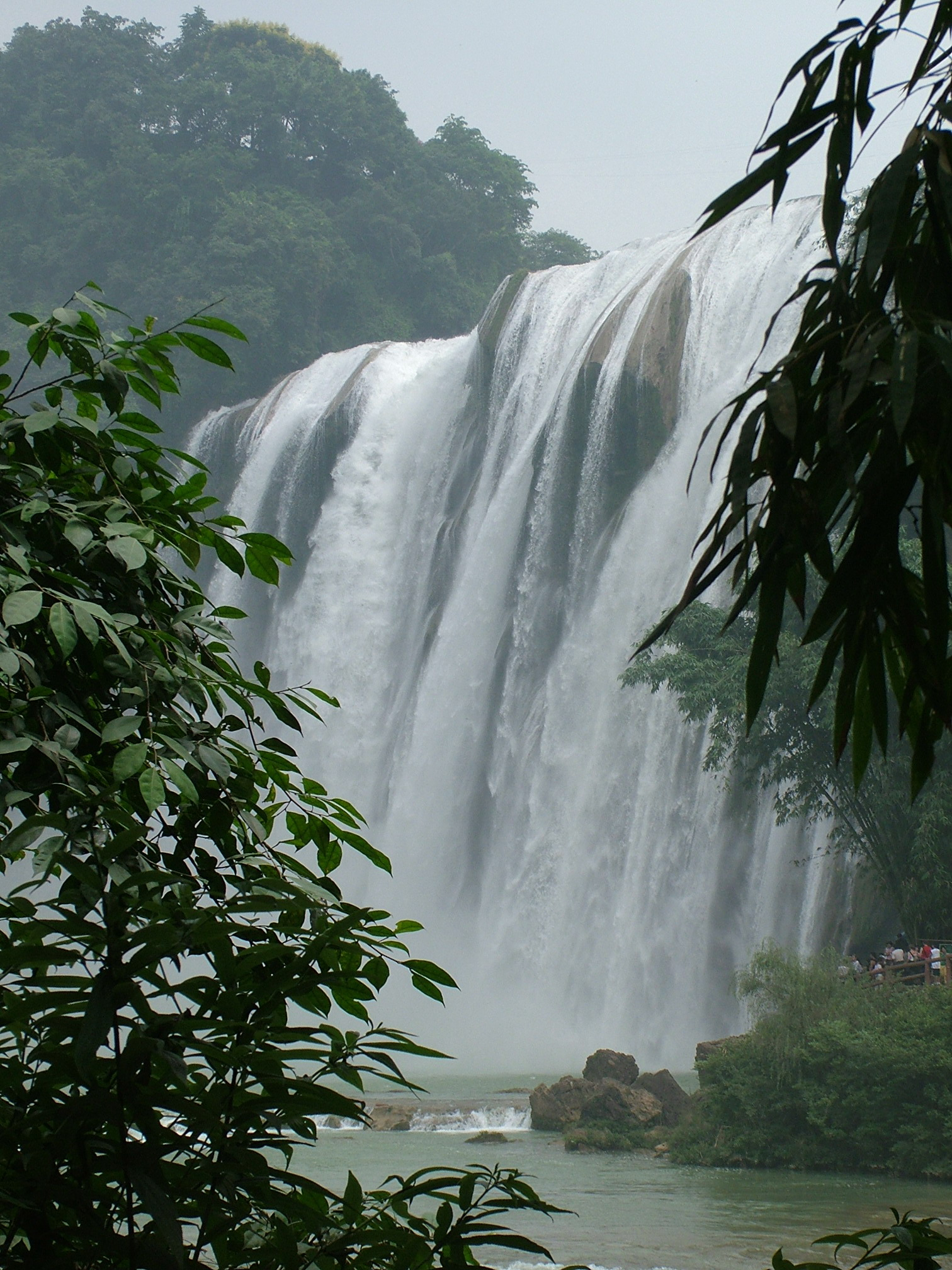
Huangguoshu, China

  - Diyalumawaterval – hoogste in Sri Lanka
- Thailand
  - Mae Ya waterval
  - Zie ook: Nam Tok – met een lijst van meer watervallen in Thailand

## Europa
- België
  - Watervallen van Coo (kunstmatig)
  - Waterval van de Bayehon
  - Waterval van Reinhardstein
- Bosnië en Herzegovina
  - Bliha
  - Kravica
  - Koćuša
  - Plačkovac
  - Pliva
  - Skakavac (Foča)
  - Skakavac (Sarajevo)
  - Šištice
  - Štrbački buk
  - Ždrimački slap
- Duitsland

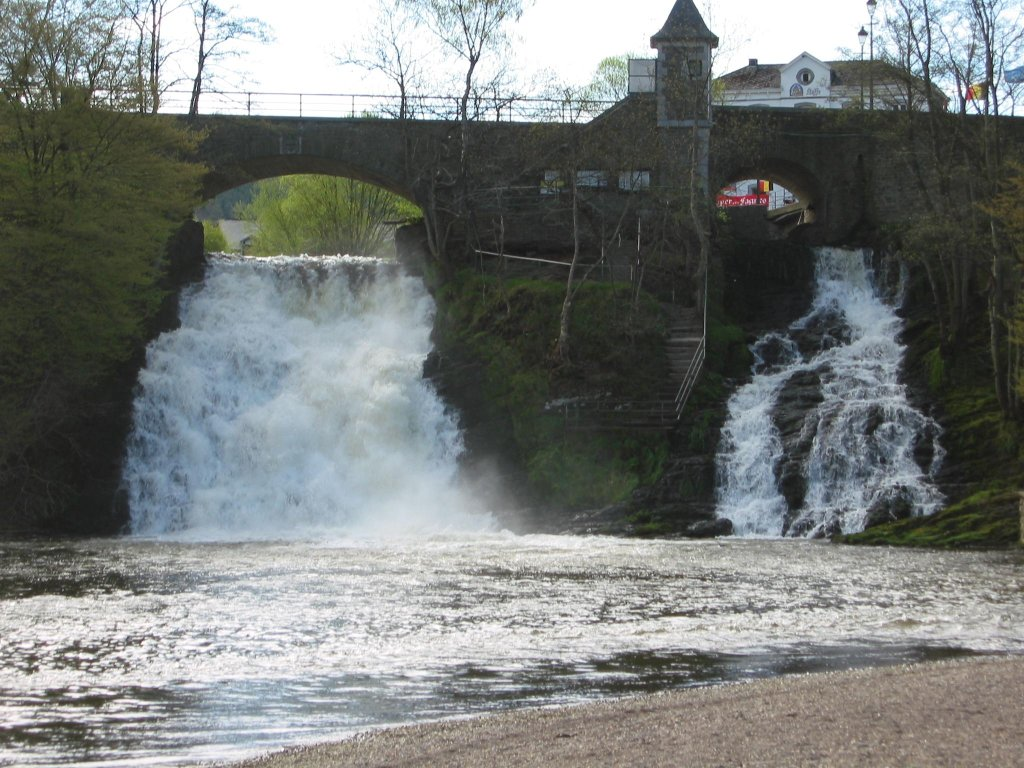
Watervallen van Coo, België

  - Allerheiligen-Wasserfälle bij Oppenau in het Zwarte Woud – Valhoogte ca. 60 m
  - Altensteiner Waterval in de Thüringer Woud
  - Amselfall in de Sächsischen Schweiz
  - Höllbachfall in het Beierse Woud
  - Königsbachfall aan de Königssee – Valhoogte ca. 200 m
  - Kuhfluchtwasserfälle bij Garmisch-Partenkirchen – Valhoogte ca. 300 m
  - Lechfall bij Füssen in Oberbeieren – Valhoogte 12 m
  - Königshütte-waterval in Oberharz am Brocken in het Harzgebergte - valhoogte 12 m
  - Lichtenhainer Wasserfall in Sächische Schweiz
  - Muglbachwasserfall in het Opper-Palts Woud
  - Rieslochfälle bij Bodenmais in het Beierse Woud – Valhoogte ca. 55 m
  - Röthbachfall in het Berchtesgadener Land in Oberbeieren – Valhoogte ca. 470 m
  - Spitterfall in het Thüringer Woud – Valhoogte 19 m
  - Stuibenfall in Oytal (Allgäu)
  - Watervallen van Triberg – Triberg, – Valhoogte: 163 m
  - Trusetaler Watervall in het Thüringer Woud – Valhoogte 58 m
  - Tatzelwurm – Valhoogte ca. 90 m
  - Uracher Waterval bij Schwäbischen Alb – Valhoogte 87 m
  - Weißbachfälle bij Inzell

- Finland
  - Hepoköngäs

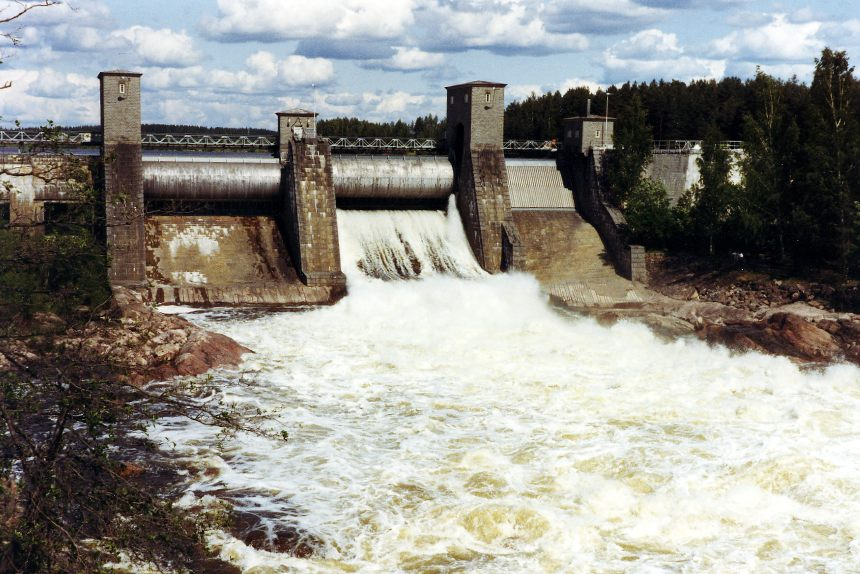
Imatrankoski, Finland

  - Imatrankoski, grootste stroomversnelling van Europa
  - Kiutaköngäs
  - Korkeakoski
  - Pitsusköngäs – valhoogte 17 m (Finlands hoogste)
- Frankrijk
  - Gavarniewaterval
- Groenland
  - Qorlortorsuaq
- Groot-Brittannië
  - Engeland
    - High Force – hoogste waterval in England
    - Low Force – stroomafwaarts van High Force

  - Schotland
    - Eas a' Chual Aluinn – hoogste waterval in Groot-Brittannië
    - Grey Mare's Tail (Southern Uplands) Grey Mare's Tail, Schotland

  - Wales
    - Hendrydwaterval

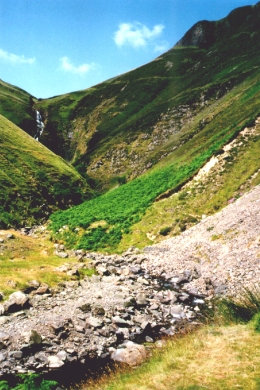
Grey Mare's Tail, Schotland

    - Pistyll Rhaeadr – hoogste waterval in Wales
- IJsland
  - Aldeyjarfoss
  - Barnafoss
  - Bjarnafoss
  - Brúarárfoss
  - Dettifoss – krachtigste in Europa
  - Dynjandi
  - Gjáin
  - Glymur
  - Goðafoss
  - Gullfoss
  - Hafragilsfoss
  - Háifoss
  - Hengifoss
  - Hjálparfoss
  - Hraunfossar
  - Kringilsárfoss
  - Litlanesfoss
  - Morsárfoss - de hoogste van IJsland
  - Ófærufoss
  - Öxarárfoss
  - Sauðárfoss
  - Selfoss
  - Seljalandsfoss
  - Skógafoss
  - Svartifoss
  - Systrafoss
- Italië
  - Cascata delle Marmore
  - La Frua
- Kroatië
  - Krkawatervallen

- Nederland

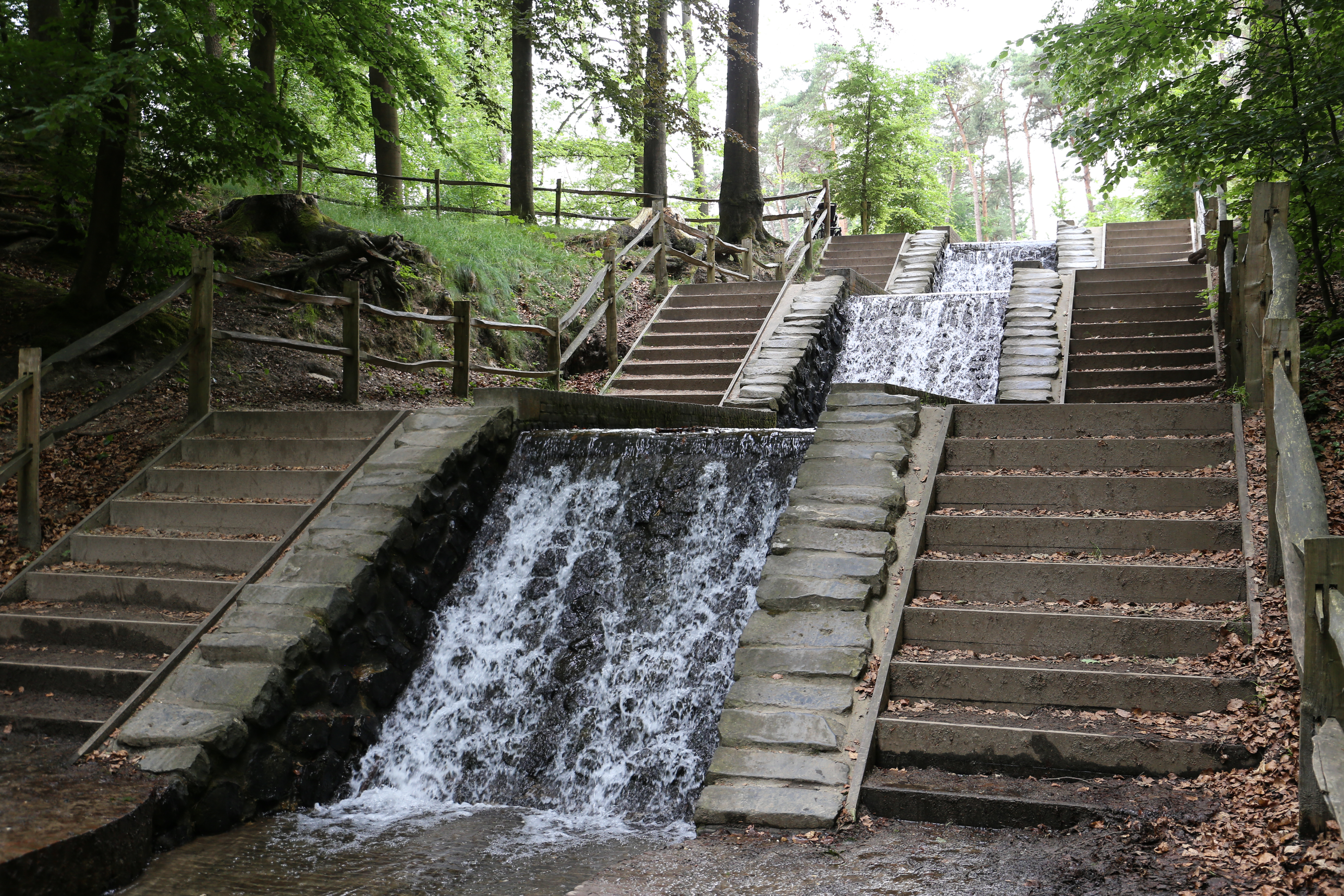
Hoogste waterval van Nederland

  - Watervallen van de Vrijenberger Spreng – grootste watervallen van Nederland, Loenen (Veluwe)
- Noorwegen
  - Aednafossen
  - Avdalsfossen
  - Brekkefossen
  - De zeven zusters
  - Feigefossen
  - Friaren
  - Furebergsfossen
  - Hivjufossen
  - Kjosfossen
  - Langfoss
  - Låtefossen
  - Myrdalsfossen
  - Nyastølfossen
  - Nykkjesøyfossen
  - Ramnefjellfossen
  - Rjoandefossen
  - Rjukanfossen
  - Søtefossen
  - Tunnshello
  - Tveitafossen
  - Tvindefossen
  - Mardalsfossen
  - Steinsdalsfossen
  - Vøringsfossen
- Oostenrijk
  - Krimmler Wasserfälle
- Polen
  - Szklarska Poreba
- Slovenië
  - Klontewaterval
  - Lehnjakwaterval
  - Rinkawaterval
  - watervallen in Triglav national park
    - Mostnicewaterval
    - Peričnik Falls
    - Savica-waterval

- Zweden
  - Njupeskär
  - Tännforsen
- Zwitserland
  - Engstligenwaterval – Adelboden
  - Giessbachwaterval – Brienz

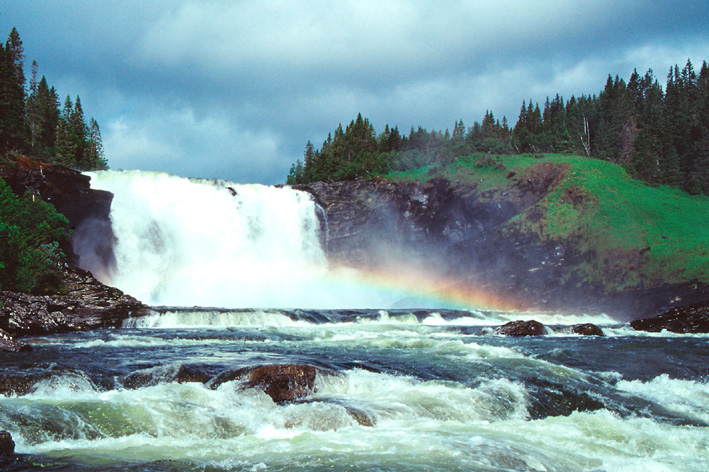
Tännforsen, Zweden

  - Mürrenbachwaterval – Lauterbrunnen
  - Reichenbachwaterval – Meiringen
  - Rheinfall – Schaffhausen
  - Staubbachwaterval – Lauterbrunnen
  - Trümmelbachwaterval – Lauterbrunnen

## Noord-Amerika
- Canada
  - Athabascawaterval
  - Barachoiswatervallen
  - Helmckenwaterval
  - Hunlenwaterval
  - Niagarawatervallen
  - Rocky Riverwatervallen
  - Sunwapta-waterval
  - Takkakawwaterval
  - Virginiawaterval
- Mexico
  - Basaseachicwaterval
  - Cataratas de Agua Azul
  - Cascadas de Apoala Oaxaca
  - Cola de Caballo
  - Cola de Serpiente Oaxaca
  - Hierve el Agua
  - LLano Grande Oaxaca
  - Piedra Volada

- Verenigde Staten
  - Bridalveil Fall
  - Cumberlandwaterval
  - Nevadawaterval
  - Niagarawatervallen
  - Ribbonwaterval
  - Silver Strand-waterval
  - Watervallen van Saint Anthony – Minneapolis, enige grote waterval in de Mississippi, in de 19e eeuw vervangen door dammen
  - Willamettewaterval
  - Yosemitewaterval – hoogste waterval in Noord-Amerika
  - Bird Woman Falls – hoogste waterval in het Glacier National Park

## Oceanië
- Australië
  - Barronwaterval
  - Jim Jim Falls
  - Montezumawaterval
  - Tin Mine Falls
  - Twinwaterval
  - Wallamanwaterval
  - Wollomombiwaterval
- Nieuw-Zeeland

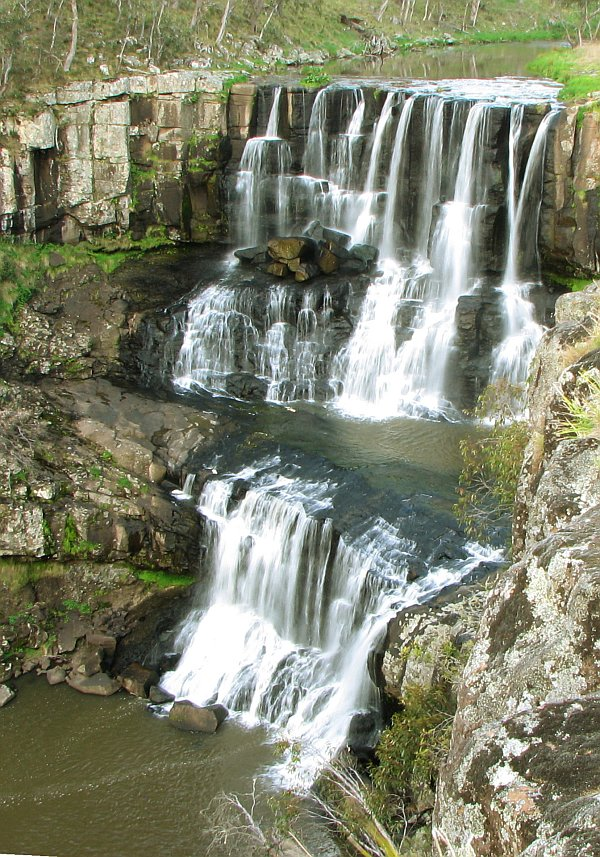
Eborwatervallen, Australië

  - Sutherlandwaterval – hoogste waterval in Nieuw-Zeeland
- Tahiti
  - Fachodawaterval

## Zuid-Amerika
- Argentinië/Brazilië
  - Watervallen van de Iguaçu

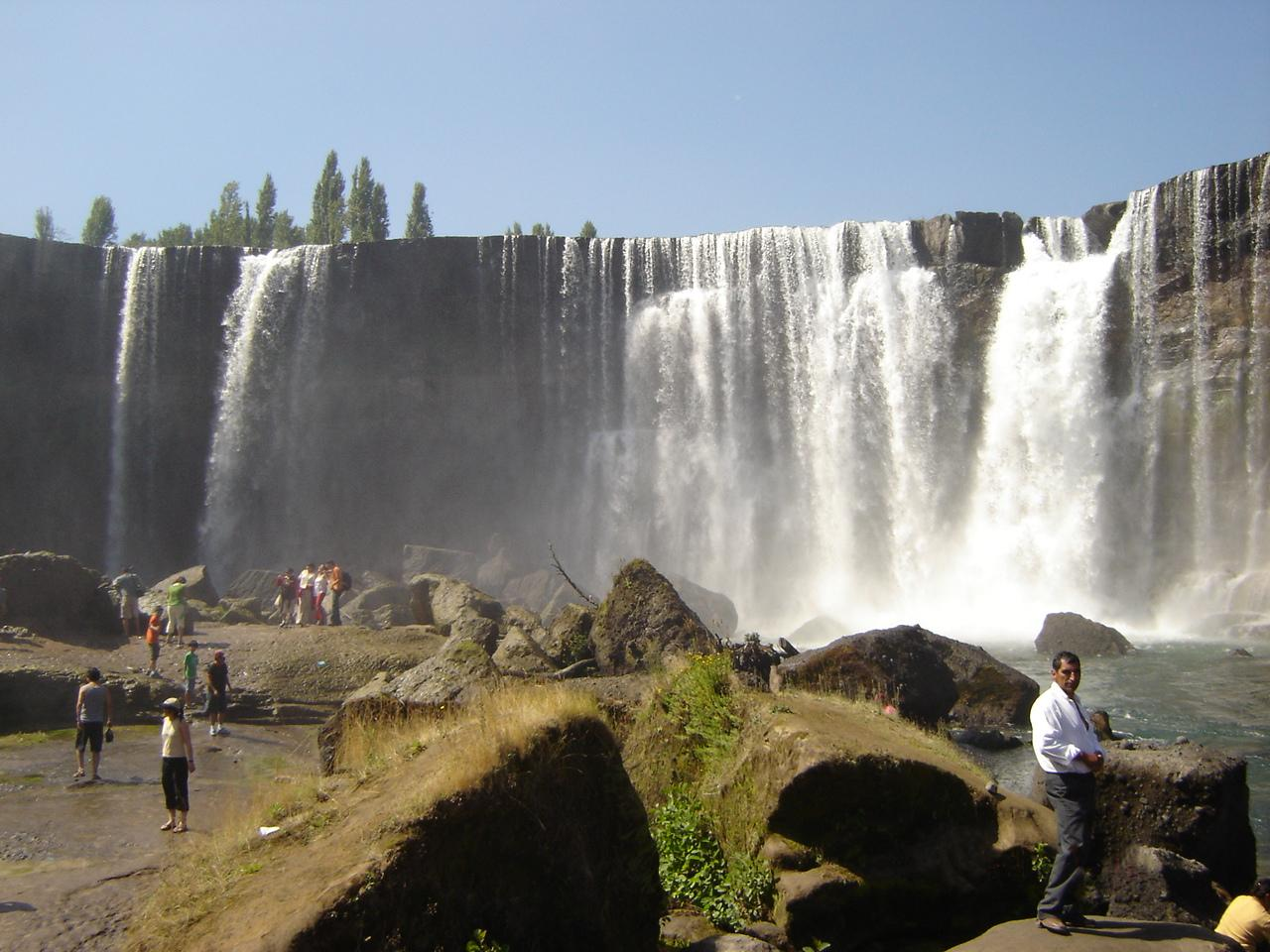
Laja, Chili

  - Salto Yucumã, de breedste waterval ter wereld
- Brazilië
  - Orinduikwatervallen
  - Tabuleirowaterval
- Guyana
  - Kaieteurwaterval
  - Kamarangwaterval
  - King Edward VIII-waterval
  - Orinduikwatervallen
  - Oshi
  - Wonotobovallen
- Suriname
  - Blanche Marievallen
  - Raleighvallen
  - Wonotobovallen
- Venezuela
  - Ángelwaterval – hoogste vrij vallende waterval ter wereld
  - Cuquenanwaterval